# Дошкільне виховання
«Дошкільне виховання» — щомісячний науково-методичний інформативно-публіцистичний журнал. Перший в Україні часопис з проблем дошкілля. Висвітлював питання теорії й методики виховання дітей дошкільного віку, популяризував передовий досвід роботи дошкільних закладів, давав поради батькам у вихованні дітей.

## Історія та зміст
У 1911 році журнал заснувало Київське товариство народних дитсадків з російськомовною назвою «Дошкольное воспитание». До 1917 року виходив російською мовою. Перший редактор і засновник — Н. Лубенець. У виданні поширювали ідею важливості дошкільного виховання, пропагували діяльність створених на території Україні дитсадків, акцентували увагу на значенні дошкільного дитинства як вирішального періоду у житті людини. Журнал містив підзаголовок «журнал для матерей и воспитательниц», виходив 9 разів на рік тиражем 1000—1200 примірників.
У 1931 році журнал відновлено Наркомосом УСРР у Харкові під назвою «За комуністичне виховання дошкільника». Публікували переважно інструкції щодо організації дошкільної освіти, науково-методичні поради та настанови; висвітлювали розбудову суспільної дошкільної справи, досвід кращих педагогів. З 1941 по 1951 не видавали. Тираж — 3 000—7 000 примірників у різні роки, видавництво — «Радянська школа».
З 1951 року має назву «Дошкільне виховання», видавництво те ж саме. Друкували статті, присвячені проблемам розбудови зруйнованої війною мережі дошкільних закладів, розвитку і зміцненню системи суспільного дошкільного виховання. З середини 1950-х років публікували статті науково-методичного спрямування щодо трудового виховання, розвитку мовлення дітей, ознайомлення з природою, фізкультури тощо. Значну увагу надавали створенню належних матеріальних умов для виховання дітей, розвитку суспільного шкільного виховання у сільській місцевості. Перший тираж становив 15 тисяч примірників, а у 1970—1980-х роках зріс до 150 тисяч; головною редакторкою журналу з 1951 по 1956 рік була Тамара Іванівна Цвелих. 
У 1960–70-і роки широко висвітлювали питання психології дітей дошкільного віку, їхньої ігрової діяльності та організованого навчання у дошкільних закладах. Вміщували матеріали з патріотичного, морального виховання, організації праці дітей. Згодом статті журналу набули соціального змісту. Він висвітлював стратегічні напрями реформування дошкільної освіти, які спрямовують на гуманізацію навчально-виховного процесу, особистісно орієнтований підхід до дитини, питання теорії й методики виховання дітей, популяризував передовий досвід роботи дошкільних закладів, вміщував поради батькам щодо виховання дітей. Основними рубриками були: «Відмінники дошкільної справи», «З досвіду», «Бесіди та консультації», «Природа навколо нас», «Відповіді читачам», «Критика та бібліографія», «Педагогічне життя», інформація про нові книги, брошури, конференції з дошкільного виховання та навчання, вміщували ноти для співу, додатки до інсценівок, загадки та забавки для дітей.   
У 1990-х роках тираж журналу значно зменшився: у квітні 1996 року — 18235 примірників, а у березні 1997 року — 11930 примірників; були такі рубрики: «Теорія та методика», «Здоров'я», «Актуальні проблеми», «Екологічні студії», «Валеологія для малят», «Вундеркінд», «Практика», «Компенсуюче виховання та навчання», «Свята і розваги», «Родинна світлиця», «Інформація» тощо.
З 1996 виходять додатки — журнал «Палітра педагога» і «Джміль (Дітям: живопис. музика і література)». Головний редактор — Н. Андрусич.
з 2025 року припинено паперовий друк, видання «стає аудіовізуальним та інтерактивним». Щомісяця (окрім липня) виходитиме новий випуск — новий курс підвищення кваліфікації.